# Гарсия Ремон, Мариано
Мариано Гарсия Ремон (исп. Mariano García Remón; 30 сентября 1950, Мадрид, Испания) — испанский футболист, вратарь, тренер.

## Карьера
Родился в Мадриде, закончил футбольное образование в «Реале» Мадрид, но полноценным игроком стал лишь в 1971 году, после двух аренд. Затем столкнулся с конкуренцией за место первого вратаря с Мигелем Анхелем Гонсалесом: Ремон был игроком основы с 1971 по 1973 год и с 1979 по 1981 год. Гонсалес и Ремон были в Реале до 1986 года, и покинули клуб вместе.
В четвертьфинале Кубка европейских чемпионов сезона 1972/73 против «Динамо» Киев в Одессе усилия Ремона заработали ему прозвище «Эль-Гато-де-Одесса» («Кошка Одессы»). После того, как Ремон окончательно потерял место в основе, сыграв за последние пять сезонов своей карьеры, только 8 матчей в Ла-Лиге, будучи третьим вратарем, и изредка выходя в двух победных Лигах Европы для «Реала», завершил карьеру в 36 лет. Всего за «Реал» сыграл 231 игру.